# J. Johnston Pettigrew
James Johnston Pettigrew (4 juli 1828 – 17 juli 1863) was een Amerikaans auteur, advocaat en militair. Tijdens de Amerikaanse Burgeroorlog diende hij als brigadegeneraal in het Confederate States Army. Hij vocht mee in de Schiereilandveldtocht in 1862 en speelde een belangrijke rol in de Slag bij Gettysburg in juli 1863. Tijdens de Gettysburgveldtocht nam hij het bevel van een divisie op zich nadat zijn bevelhebber generaal-majoor Henry Heth gewond was geraakt. In deze rol was Pettigrew een van de drie divisiecommandanten die deelnam aan Pickett's Charge. Hij raakte dodelijk gewond op 14 juli 1863 tijdens een achterhoedegevecht bij Falling Waters tijdens de Terugtocht van Gettysburg. Hij stierf drie dagen later aan zijn verwondingen.

## Vroege jaren

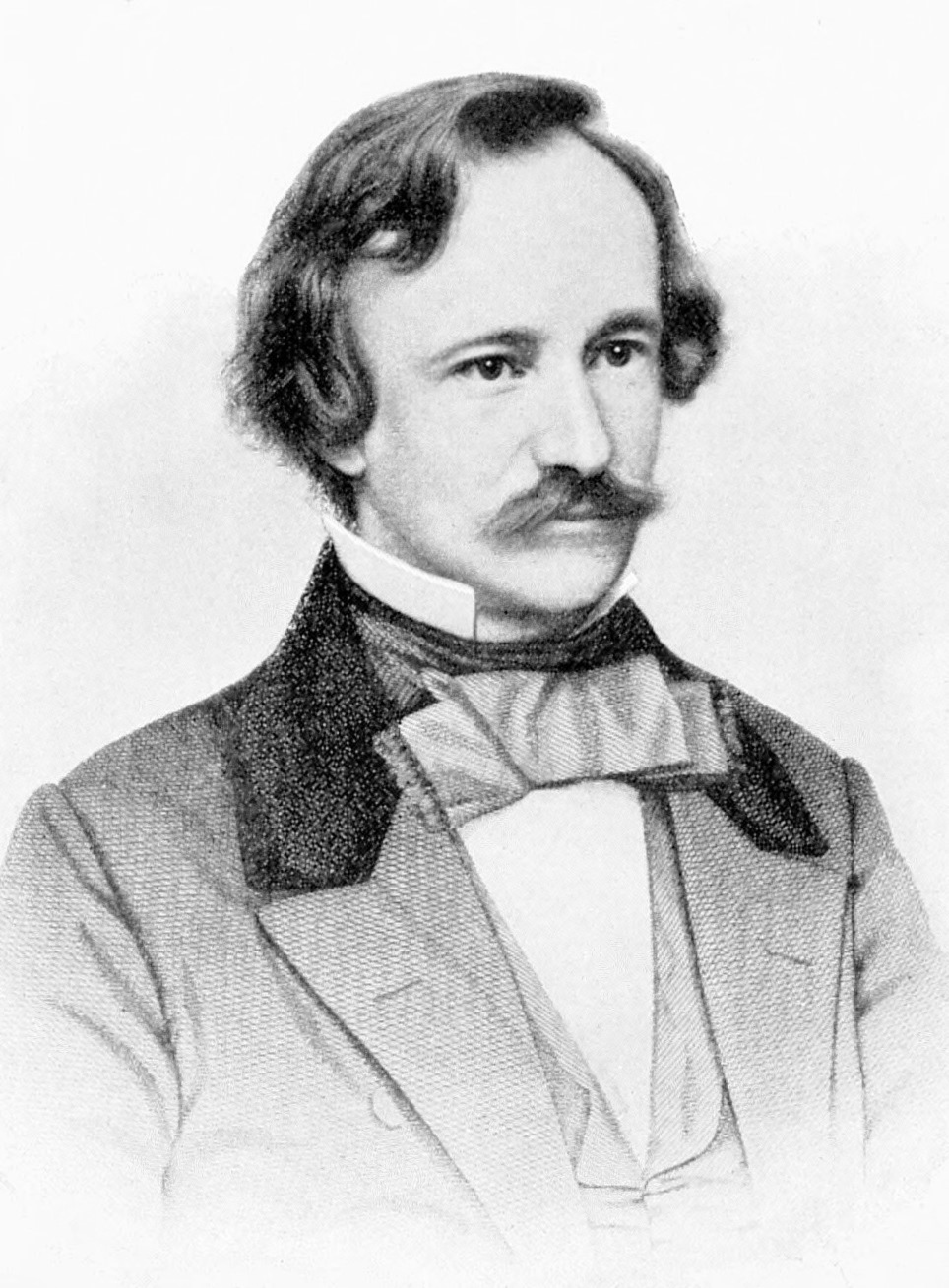
Pettigrew rond 1855

James Johnston Pettigrew werd geboren op 4 juli 1828 op "Bonarva," het landgoed van zijn ouders  in Tyrrell County, North Carolina. Zijn vader was een afstammeling van Franse Hugenoten. Een van Pettigrews neven, John Gibbon, zou later een generaal-majoor in het Noordelijke leger worden. Op vijftienjarige leeftijd werd Pettigrew toegelaten aan de Universiteit van North Carolina te Chapel Hill. Toen hij in 1847 afstudeerde werd hij door president James K. Polk benoemd tot assistent-professor verbonden aan de United States Naval Observatory. Daarnaast studeerde hij nog rechten, maakte hij een rondreis in Europa en vestigde zich uiteindelijk in Charleston. Daar werkte hij als advocaat voor zijn oom James Louis Petigru. Pettigrew schreef ook een boek over de cultuur in Spanje met de titel: Notes on Spain and the Spaniards in the Summer of 1859, With a Glance at Sardinia.
In 1856 werd Pettigrew verkozen in het South Carolina House of Representatives . Tijdens zijn termijn in het parlement publiceerde hij een rapport waarin hij sterke standpunten innam tegen de hervatting van de internationale slavenhandel. Samen met de assistentie die hij verleende bij een duel kostte hem dit zijn zetel in het parlement en werd hij niet herkozen. Hij voelde aan dat een confrontatie tussen Noord en Zuid onvermijdelijk werd. Daarom engageerde hij zich sterk in de lokale militie. Hij nam in 1859 deel aan de Tweede Italiaanse Onafhankelijkheidsoorlog maar zou geen schot lossen tijdens het conflict. In 1860 werd Pettigrew verkozen tot kolonel in de 1st South Carolina Militia Rifle Regiment. Na de Secessie van zijn thuisstaat South Carolina werd Pettigrew militair adjunct van de gouverneur. Hij gaf het bevel om Castle Pinckney te bezetten en werd met zijn regiment in de haven van Charleston gestationeerd waar hij getuige was van de Aanval op Fort Sumter in april 1861.

## Amerikaanse Burgeroorlog
Na het uitbreken van de Amerikaanse Burgeroorlog sloot Pettigrew zich aan bij het Hampton’s Legion als gewoon soldaat. In juli 1861 werd hij verkozen tot kolonel in het 22nd North Carolina Infantry Regiment. De Zuidelijke president Jefferson Davis drong er bij Pettigrew op aan om een belangrijker functie op te nemen. Hij hield echter de boot af omdat hij te weinig militaire ervaring had. Ondanks zijn tegenkantingen werd Pettrigrew op 24 februari 1862 alsnog bevorderd tot brigadegeneraal.

### Schiereilandveldtocht
Tijdens de Schiereilandveldtocht in de zomer van 1862 raakte Pettigrew ernstig gewond tijdens de Slag bij Seven Pines. Hij werd geraakt door een Minié-kogel in zijn keel en schouder. Terwijl hij gewond op het slagveld lag werd hij nog een tweede keer geraakt door een kogel in zijn arm en kreeg hij een bajonetsteek in zijn rechterbeen. Door bloedverlies verloor hij het bewustzijn. Hij werd wakker in een Noordelijk veldhospitaal. Twee maanden later werd hij geruild voor een Noordelijke krijgsgevangene. Nadat hij voldoende was hersteld van zijn verwondingen kreeg hij het bevel van een brigade in de divisie van generaal-majoor Daniel H. Hills divisie. Tijdens de winter van 1862 nam hij het bevel op zich van een brigade die in North Carolina en zuidelijk Virginia gelegerd was. Midden maart voerde hij een onsuccesvolle aanval uit op Fort Anderson. Net voor de aanvang van de Gettysburgveldtocht keerde hij terug naar zijn eigen brigade.

### Gettysburg

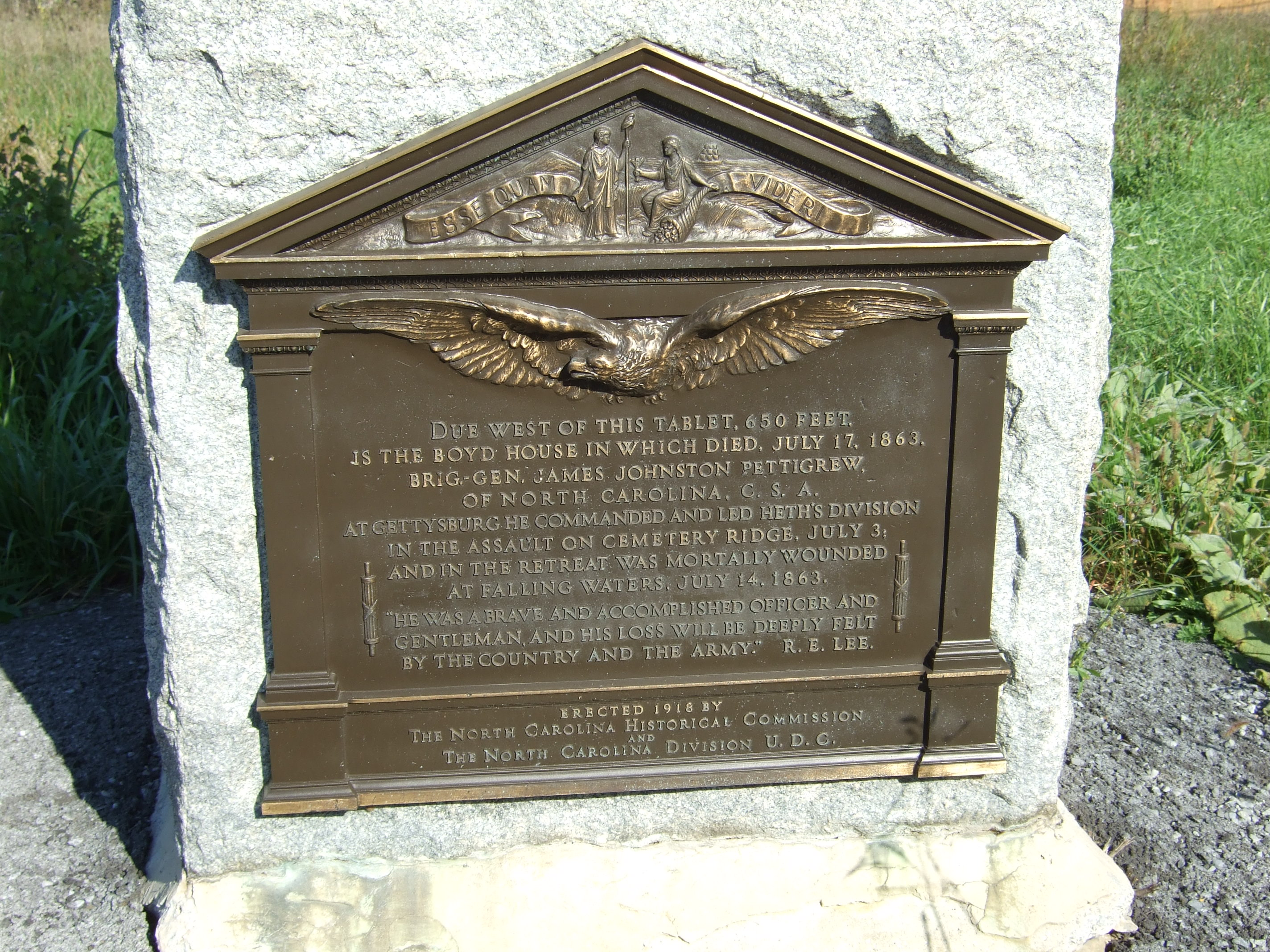
Bronzen herdenkingsplaat niet ver van de plaats waar Pettigrew overleed.

Na Fort Anderson deelde het Zuidelijke ministerie van oorlog Pettigrews brigade in bij het Army of Northern Virginia onder leiding van generaal Robert E. Lee. Samen met de brigades van James J. Archer, John M. Brockenbrough en Joseph R. Davis vormden ze een divisie  onder leiding van generaal-majoor Henry Heth in het Third Corps van luitenant-generaal A.P. Hill. Zowel Heths divisie als Hills korps waren een recente creatie. Na de dood van luitenant-generaal Stonewall Jackson had generaal Lee een grondige reorganisatie doorgevoerd van zijn leger.  Pettigrews brigade was de sterkste in Heths divisie. Ze hadden net voor vertrek nieuwe uniformen en wapens gekregen. Het telde 2.500 soldaten. Daaronder bevonden zich het 11th North Carolina Infantry Regiment onder leiding van kolonel Collet Leventhorpe en het 26th North Carolina Infantry Regiment aangevoerd door de 21-jaar oude kolonel Harry Burgwyn.
Op 1 juli 1863 botste Pettigrews brigade op de Noordelijke Iron Brigade bij de boerderij van Herbst ten westen van Gettysburg. Ondanks de zware verliezen die zijn regimenten leden (tot 40 %), slaagde Pettigrew erin om de Noordelijke eenheden te verjagen van McPherson's Ridge. Tijdens de gevechten raakte generaal-majoor Heth gewond aan zijn hoofd. Pettigrew nam het commando van hem over.
Op 3 juli 1863 werd Pettigrews divisie gekozen om de aanval op Cemetery Ridge onder leiding van generaal-majoor George Pickett te ondersteunen. Zijn oude brigade die nu werd aangevoerd door kolonel James K. Marshall had te veel verliezen geleden op de eerste dag van de slag en kon niet deelnemen aan de grootscheepse aanval op het centrum van de Noordelijke slaglinie. Pettigrews divisie kwam onder hevig vuur te liggen van de Noordelijke divisie van generaal-majoor Alexander Hays op Cemetery Ridge. Kolonel Marshall sneuvelde en kolonel Birkett D. Fry die Archers brigade aanvoerde, raakte gewond. Pettigrews aanval werd met zware verliezen afgeslagen. Hijzelf raakte zijn paard kwijt en werd geraakt in zijn arm.
Tijdens de terugtocht van Gettysburg bleef Pettigrew aan het hoofd van de divisie staan tot Heth voldoende hersteld was van zijn hoofdwonde. Zijn brigade was samengevoegd met het restant van Archers brigade. Ze vormden de achterhoede terwijl het Army of Northern Virginia de onstuimige Potomac bij Falling Waters naar Virginia overstak. Terwijl de Zuidelijken een pontonbrug overstaken probeerde Noordelijke cavalerie zwakke plekken in de verdediging te vinden. Tijdens de ochtend van de 14de juli was Pettigrews eenheid de laatste die zich ten noorden van de Potomac bevond toe ze aangevallen werden door Noordelijke cavalerie. Pettigrew werd neergeschoten door een cavalerist uit de Michigan Brigade terwijl hij in de voorste linie zijn mannen aanstuurde en aanvuurde. Hij werd geraakt in de buik.  Zijn manschappen evacueerden hem over de Potomac.  Pettigrew overleed drie dagen later in Edgewood Manor, een plantage bij Bunker Hill.

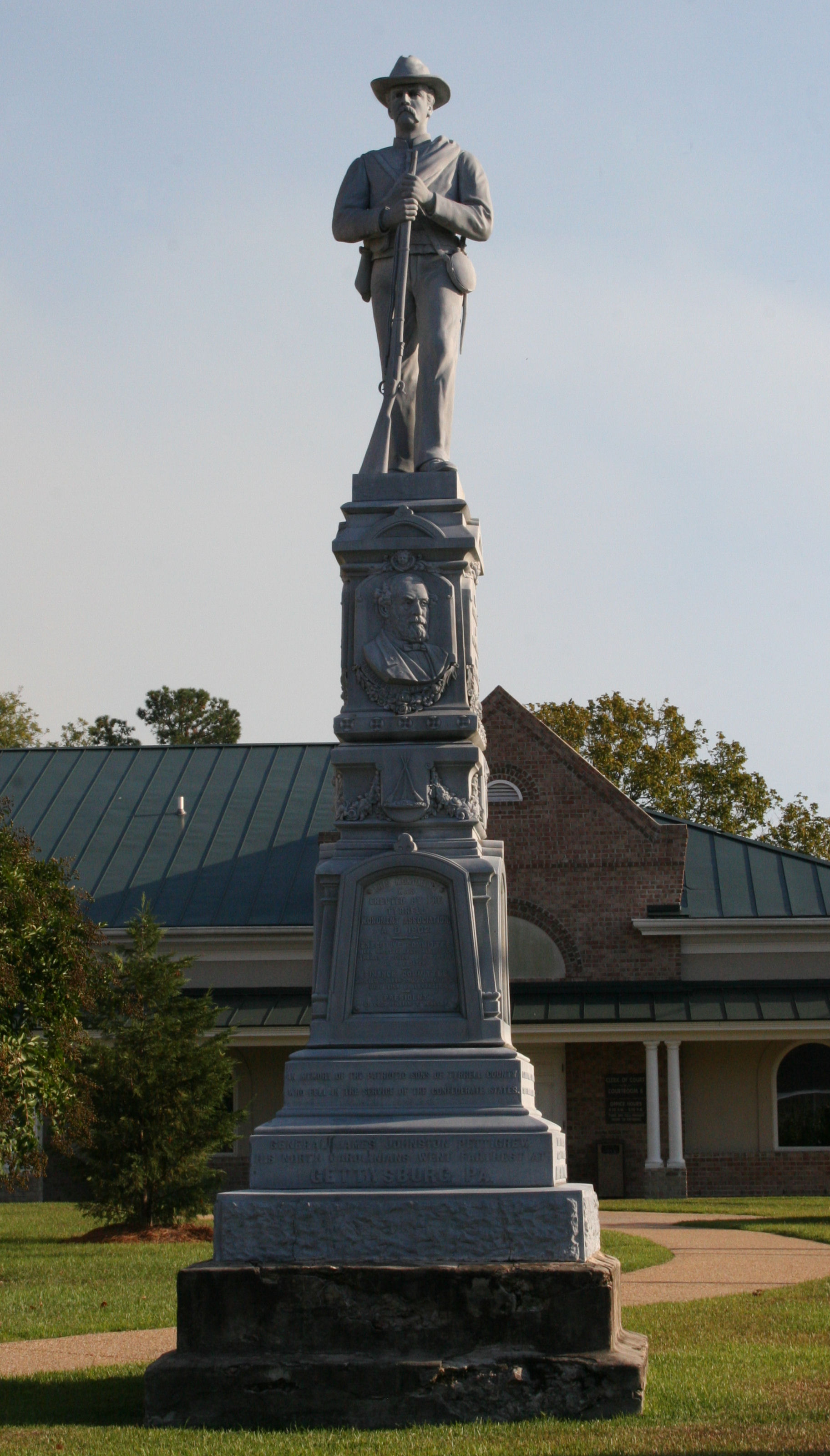
Tyrrell County Confederate Monument waarop de naam van Pettigrew vermeld staat

In North Carolina werd een  dag van officiële rouw afgekondigd.  Ook generaal Lee werd geraakt door zijn overlijden en zei: "Het leger heeft een dappere soldaat verloren en de Geconfedereerde Staten een waardevol officier." Zijn stoffelijk overschot werd overgebracht naar zijn thuisstaat en begraven op het familielandgoed van "Bonarva". 